# 白齊文

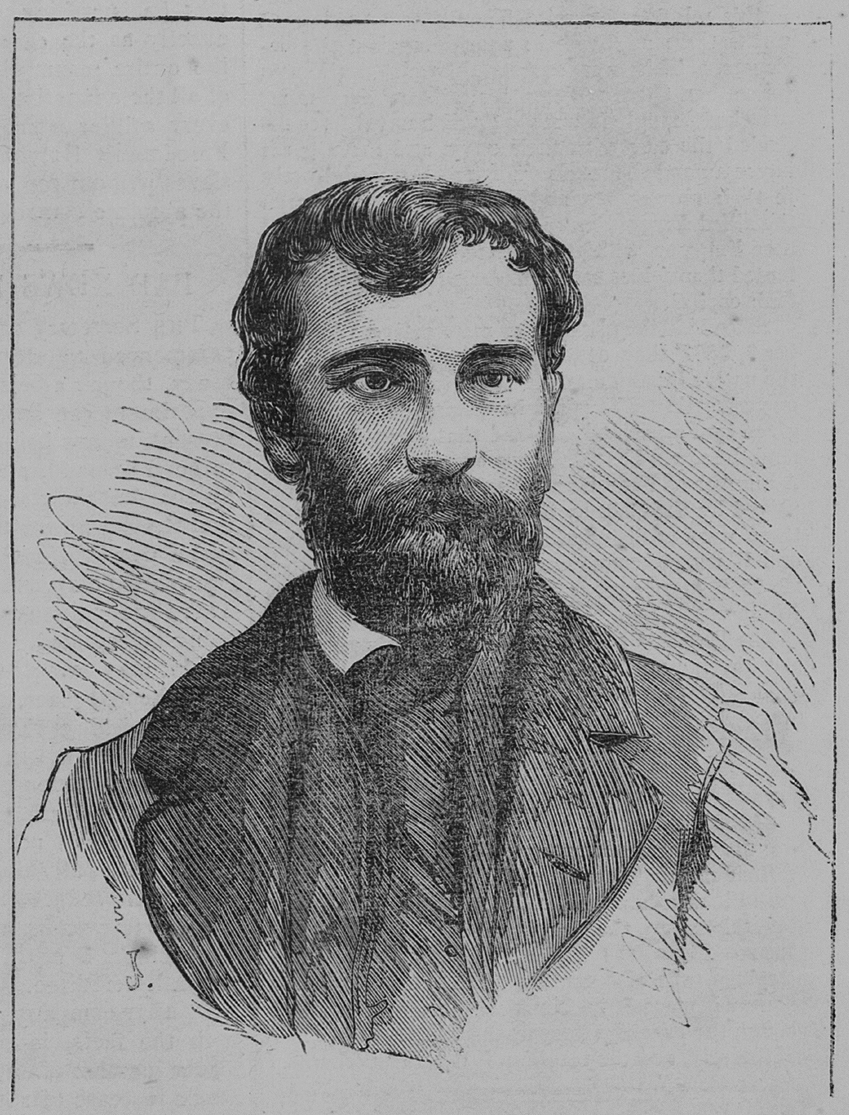
白齊文

白齊文（英語：Henry Andres Burgevine，1836年—1865年），或譯白聚文，全名亨利·安德烈·白齊文，法裔美國人。太平天國時，原為清兵雇用的常勝軍第二任隊長，因劫掠四萬銀元，被李鴻章撤職，後投奔太平軍，不久又降清。他心猶未死，又打算參加太平軍，兩次偷渡返華，都被美國領事阻止，最後又偷渡到廈門，打算參加太平軍，被清兵捕獲，最後李鴻章命人將他溺死於浙江，宣稱為意外。

## 簡介
他的父親曾任拿破崙法國軍官，後成為北卡羅萊納大學教堂山分校的教師。
白齊文來到中國加入常勝軍，任副统领，與太平軍作戰。1862年常勝軍首任隊長華爾（Frederick Ward）陣亡後，白齊文接任為第二任隊長。
他與清朝官員的關係不太好，後來因索饷毆傷道員楊坊（弗雷德里克·湯森德·華爾的岳父），並劫餉四萬餘銀元，但根據証人說法，他索饷過程和平，並沒有使用武力。
朝廷命江蘇巡撫李鴻章拿辦，李以“劫饷殴官、不遵调度”之罪，將他撤職，“并悬赏五万两缉捕之”，美国驻华公使蒲安臣（Anson Burlingame）以領事裁判權為由，拒绝让李鸿章按照大清律例審判白齐文。白齐文還要求复职，李鸿章严辞回拒之後，在英國將領士迪佛立（Charles Staveley）建議下，改命一位英國軍官查爾斯·戈登（Charles Gordon）為常勝軍隊長。
1863年7月，白齊文憤而改投太平軍。白招攬了一些舊部，也得到鎮守蘇州的慕王譚紹光撥了二千士兵給他訓練，因人手有限，只訓練了一千人。白齊文本來期望太平天國可以給他獨自指揮一支軍隊，可是最終只被容許統領由他帶來的一小撮人。白齊文為不能一展所長而失望，加上對戰局不樂觀，在10月決定向常勝軍隊長查爾斯·戈登投降。譚紹光准許白齊文及其部下可以離開蘇州，並且在白臨走時仍然優待。
白齊文返回上海後，被美國領事遣送到日本横滨，禁止他再到中國。他在1864年2月重返上海，又被美國領事遣回日本。1865年初，白齊文到福建，打算投效佔據漳州的太平天國侍王李世賢，在廈門被清朝官兵拘捕。
白齊文是美國人，享有領事裁判權，清政府無權審理。李鴻章想殺他，但害怕美國政府抗議，於是用船把他押往蘇州，半途在浙江兰溪把他溺死，對外宣佈是意外溺斃。美國政府對此亦無意追究。